# Марьово
Марьово (рос. Марёво) — село у Марьовському районі Новгородської області Російської Федерації.
Населення становить 2297  осіб. Належить до муніципального утворення Марьовське сільське поселення.

## Історія
До 1927 року населений пункт перебував у складі Новгородської губернії. У 1927-1944 роках перебував у складі Ленінградської області.

## Населення
| 1959 | 1970  | 1979  | 1989  | 2002  | 2010  |
| ---- | ----- | ----- | ----- | ----- | ----- |
| 966  | ↗1180 | ↗1997 | ↗2797 | ↘2631 | ↘2297 |